# NGC 630
NGC 630 je galaksija u zviježđu Kipar.

## Vanjske poveznice
- SEDS: NGC 0630